# Waffen-SS
Waffen-SS (tyska för "Beväpnade SS", ordagrant "Vapen-SS"), en del av SS (Schutzstaffel), var nazistiska militära enheter, ursprungligen av frivilligt rekryterade främst politiskt motiverade säkerhetssoldater, avsedda att användas både som elitstridsförband i frontlinjen under andra världskriget och för att genomföra nazistiska krigsförbrytelser, inklusive massakrer på civila och folkmord. De spelade en central roll i nazistregimens militära operationer och ideologiska förföljelser, och rekryterade senare även tvångsinkallade soldater. Efter andra världskriget bildades organisationen HIAG, som försökte revidera historien och framställa Waffen-SS i en mer positiv dager.

## Bakgrund
Kärnan till det framtida Waffen-SS skapades när det inom SS i Berlin 1933 bildades en särskild personskyddsstyrka (Stabswache) åt Adolf Hitler, vilken blev embryot till Leibstandarte Adolf Hitler. SS-Verfügungstruppen bildades 1934 och SS-Totenkopfverbände 1936. Vid krigsutbrottet började beteckningen Waffen-SS att informellt användas om dessa förband. Organisationen bildades formellt 1939 på order av Heinrich Himmler, då 179 tjänsteställen överfördes från Allgemeine-SS. 
Under kriget medverkade Waffen-SS vid fronterna och var då endast för själva striden underställda förband ur Wehrmacht. Organisationen ombildades från sommaren 1940 till en fullt självständig armékårgrupp under ledning av Sepp Dietrich. Waffen-SS fördömdes efter kriget som en kriminell organisation, vars inblandning i krigsbrott hade varit mycket omfattande.

## Förhållande till Wehrmacht
| Personalutvecklingen i Waffen-SS och dess föregångare 1937-1944 |                |                   |
| Tidpunkt                                                        | Personalstyrka | Varav fältförband |
| 1937                                                            | 17 000         | 0                 |
| 1938                                                            | 21 000         | 0                 |
| 1940                                                            | 91 000         | ..                |
| 1942                                                            | 236 000        | 142 000           |
| 1943                                                            | 501 000        | 257 000           |
| 1944                                                            | 594 000        | 369 000           |
| Källa:                                                          |                |                   |

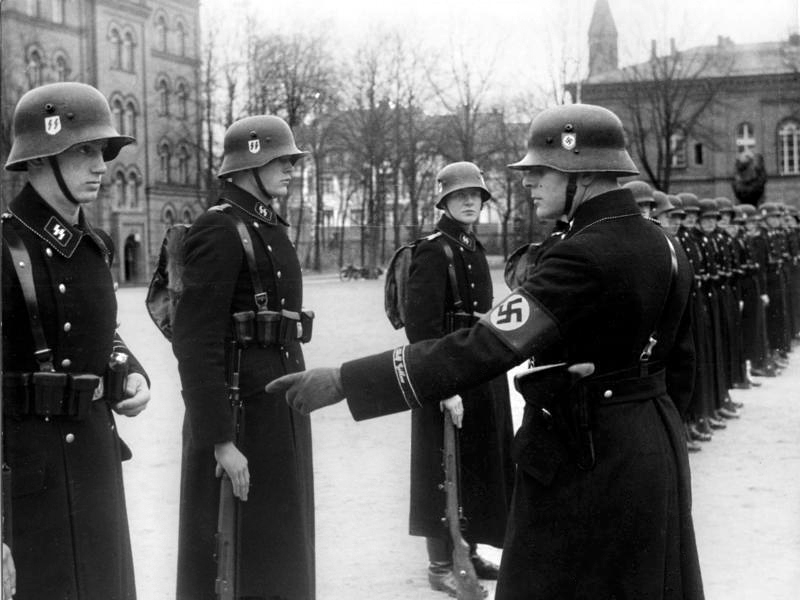
SS-män från Leibstandarte Adolf Hitler tillhöriga SS-Verfügungstruppen, Waffen-SS föregångare, 1938.

I fredstid efter december 1933 finansierades SS-Verfügungstruppen av riksinrikesministeriet och förbanden var underställda egen högre ledning - Reichsführer-SS. Förbanden var avsedda att användas vid inrikes oroligheter och liknande krissituationer som varit vanliga under mellankrigstiden. I Tyskland fanns vid denna tid enbart militära förband att användas på nationell nivå då rikspolis saknades. 
För att hantera och utveckla Waffen-SS-förbanden anställde Reichführer-SS tidigt såväl högre officerare (generaler) och truppofficerare och trupputbildare (underofficerare) ur Wehrmacht. 
En av de mest kända av dessa är Obergruppenführer Felix Steiner. Under kriget överfördes officerare och underofficerare från krigsmakten till Waffen-SS och från Waffen-SS till krigsmakten, allteftersom krigets krav på organisationerna gjorde sig gällande, något som de enhetliga anställningsavtalen och löneförmånerna underlättade.
I krigstid underställdes därför Waffen-SS-förbanden operativt Wehrmacht, men personalen rekryterades genom SS:s separata organisation och kom därför att uppfattas som en ny, fjärde försvarsgren i Wehrmacht. 1939 bestod Waffen-SS av en handfull självständiga regementen, avsedda för inrikes bruk i fredstid, men som vid krigsutbrottet 1939 underställts Wehrmacht. Dessa regementen förstärktes efter hand till divisioner och även till större enheter. Huvudmassan av personalen var av rikstysk härkomst och rekryterades genom frivillighet. 
Under andra världskriget kunde mönstrande värnpliktiga i ökad utsträckning ansöka om placering i Waffen-SS. Frivillig anslutning medgavs även utländska medborgare på i princip samma villkor som de rikstyska. Värnplikt som rekryteringsform användes i stor utsträckning under krigets senare del, bland annat i Lettland, Estland. Mot slutet av kriget hade Waffen-SS en styrka av omkring 700 000 personer.

## Radikala idéer
| Civil utbildningsnivå för det högre befälet i Waffen-SS |       |
| Utbildningsnivå                                         | Andel |
| Folkskola                                               | 21 %  |
| Realskola                                               | 31 %  |
| Studentexamen                                           | 25 %  |
| Akademiska studier                                      | 23 %  |
| Högre befäl = Standartenführer och högre.               |       |
| Källa:                                                  |       |

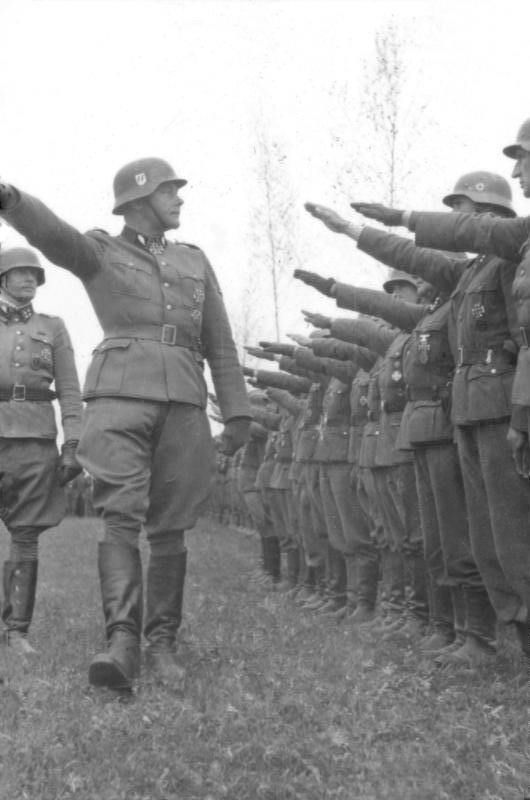
Inspektion av 2. SS-Panzer-Division Das Reich, Ryssland, 1942

Det fanns inom nationalsocialismen uppfattningar som kan anses som radikala i förhållande till de aristokratiska ideal som kan sägas ha varit utmärkande för den tyska militären.  
Waffen-SS organiserades emellertid i huvudsak som övriga arméförband med samma militära reglementen, anvisningar och så vidare. Vissa särpräglade drag fanns dock hos Waffen SS i förhållande till krigsmakten. Studentexamen var således inte ett nödvändigt krav för att erhålla tillträde till Waffen-SS officersutbildning, här gällde endast personlig duglighet. 
Man tilltalade inte heller högre befäl med "Herr", till exempel "Herr Hauptmann", utan endast med grad, vilket på sin tid i Tyskland ansågs som något radikalt. Vidare hälsade man inte med en traditionell militär honnör, utan med partihälsningen, med uppsträckt arm, "Deutscher Gruss", vilken var tillåten på alla förband inom Wehrmacht men blev obligatorisk först efter den 20 juli 1944. 
Officerare och underofficerare ansågs kunna besöka varandras och soldaternas mässar och marketenterier, och man strävade allmänt efter ett ledigare förhållande mellan olika grader och kategorier. Wehrmacht krävde emellertid att löner och förmåner skulle vara desamma för Waffen-SS som hos dem, varför alla tjänstegrader hade relativt hög lön i jämförelse med svenska eller finska motsvarigheter; detta för att underlätta rekrytering.

## Utländska förband

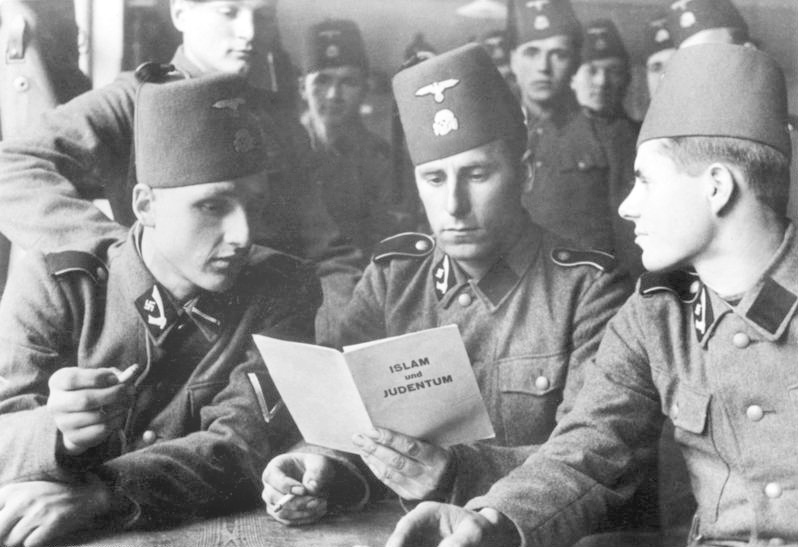
Bosniska SS-frivilliga från 13. Gebirgs-Div. "Handschar" 1943.

En avsevärd del av de soldater vilka tjänstgjorde inom Waffen-SS var inte i egentlig mening tyskar.
I de utländskt präglade divisionerna av Waffen-SS fanns bland annat drygt 100 000 letter, 50 000 ungrare (samt tiotusentals ungerska medborgare som var etniska tyskar), 20 000–35 000 ryssar (skillnaden beror på om man tar med de kosacker som på papperet överfördes till SS), 30 000 ester, drygt 21 000 belgare (uppdelade i valloner och flamländare), 22 000 nederländare (något fler fanns inom Wehrmacht), 20 000 bosnier, 20 000 ukrainare, 11 000 fransmän, 9 000 albaner, 6 000 danskar, 6 000 norrmän, 1 400 finländare, 800 schweizare (de var fler i Wehrmacht: cirka 1 200), 260 svenskar och 60 personer från Liechtenstein samt spanjorer och engelsmän. 
Den utländska SS-personalen var berättigad till pension och efterlevandeskydd vid dödsfall enligt tyska krigsmaktens reglementen, varför pensionsersättningar kom att utbetalas – och alltjämt utbetalas – av Förbundsrepubliken Tyskland.[källa behövs]

## Svenskar i Waffen-SS

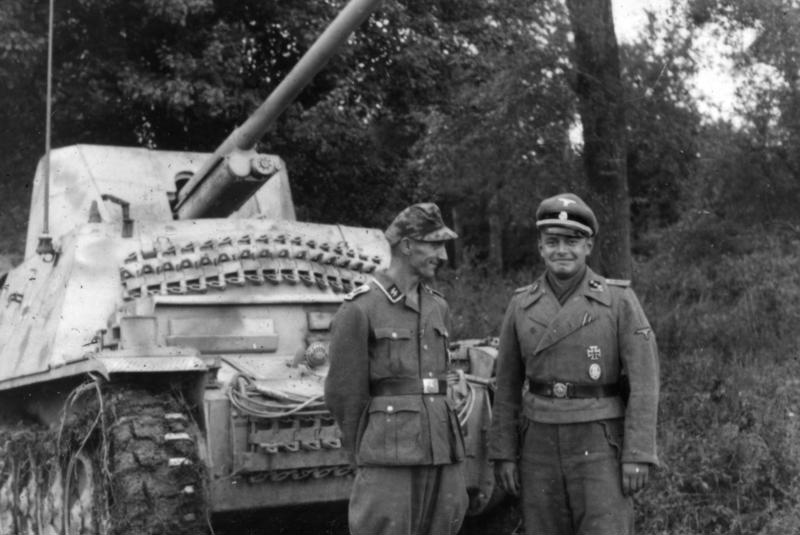
SS-soldater från division "Wiking".

Det är känt att några få personer anslöt sig till Wehrmacht mellan 1939 och 1941. Efter invasionen av Sovjetunionen inledde Waffen-SS ett hemligt rekryteringsprogram via den tyska ambassaden i Stockholm. Eventuella frivilliga skulle skickas till Tyskland via Norge. Det har gjorts olika uppskattningar av hur många svenskar som stred för tyskarna, från cirka 150 till 330. Svenskarna tjänstegjorde i 5. SS-Panzer-Division Wiking, 11. SS-Freiwilligen-Panzergrenadier-Division Nordland och 23. SS-Freiwilligen-Panzergrenadier-Division Nederland. 11 svenska SS-soldater genomgick SS-officersskolan i Bad Tölz. Flera svenskar arbetade som krigskorrespondenter för SS. Ett förband, 3:e kompaniet ur Nordlands pansarspaningsbataljon, hade en så stor andel svenskar att 4:e plutonen (Zug) fick namnet Schwedenzug (Sverigeplutonen). Där hade de hand om granatkastarna, för granatkastare ansågs ofta vara en "svensk" sak. Schwedenzug återfanns tillsammans med de andra svenskarna i Nordland bland Hitlers sista försvarare under slaget om Berlin. Efter att ha stridit i Baltikum och Kurland under slutet av 1944 drogs divisionen i början av 1945 tillbaka till Oderfront. Nordland blev i stort sett utplånad under ett försök att slå sig ur Berlin i början av maj 1945. Den svenske SS-soldaten Erik Wallin skrev boken Ragnarök om sina upplevelser i Waffen-SS.

## Erfarenheter

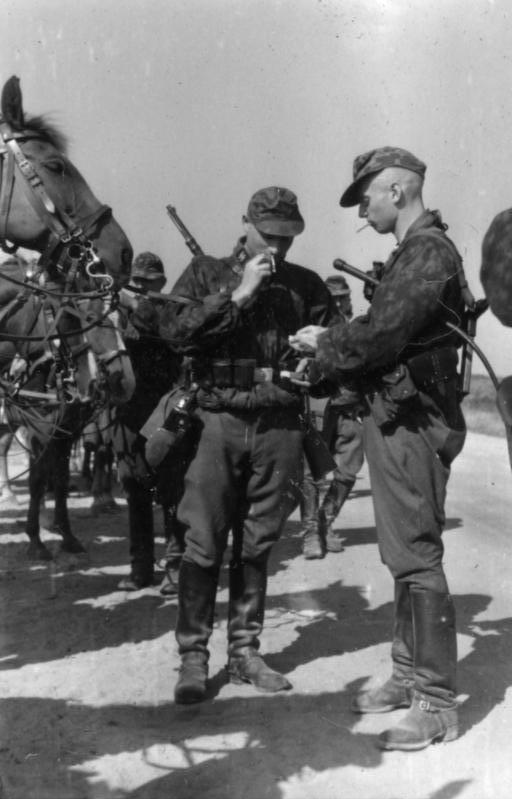
SS-kavallerister i Ryssland 1942 med kamouflageuniform.

Under krigets inledande skede organiserades förband av européer inom Waffen-SS emedan icke-européer organiserades inom armén. Ryssar med flera betecknades som icke-européer av den tyska rasläran. Efter hand som Waffen-SS erfarenheter av utländskt rekryterade förband växte överfördes de icke-europeiska förbanden till dem. Nordtyska officerare och underofficerare vittnade om sina problem att hantera bosniaker och andra nationaliteter från sydosteuropa, emedan samma personer vittnar om österrikiska SS-befäls goda handlag med desamma. Olikheter i attityder ansågs vara huvudorsaken till denna situation.
Kvaliteten på förbanden i Waffen-SS varierade. Generellt, men inte alltid, höll förband med övervägande tysk, baltisk och nordvästeuropeisk nationalitet hög standard. Efterkrigslitteraturen har ibland överdrivit Waffen-SS-förbandens styrka i jämförelse med den tyska armén (på tyska benämndes armén Heer och utgjorde Wehrmacht tillsammans med Luftwaffe och Kriegsmarine). 
Styrkan och antalet förband inom Waffen-SS ökade successivt under andra världskriget, vilket innebar att Waffen-SS-divisioner bildade en mycket viktig del av de tyska markstridskrafterna från och med 1943, och de hade en framträdande roll i bland annat striderna vid Charkov, Kursk, Normandie, Arnhem och Ardenneroffensiven. Waffen-SS-förbanden var tidvis högre prioriterade avseende ny manskap och utrustning än den reguljära tyska armén. Mycket har skrivits i västerländsk militärlitteratur om Waffen-SS-förbandens höga stridsvärde.  
Waffen-SS var utrustade med kamouflageuniformer redan från början av kriget.

## Krigsförbrytelser

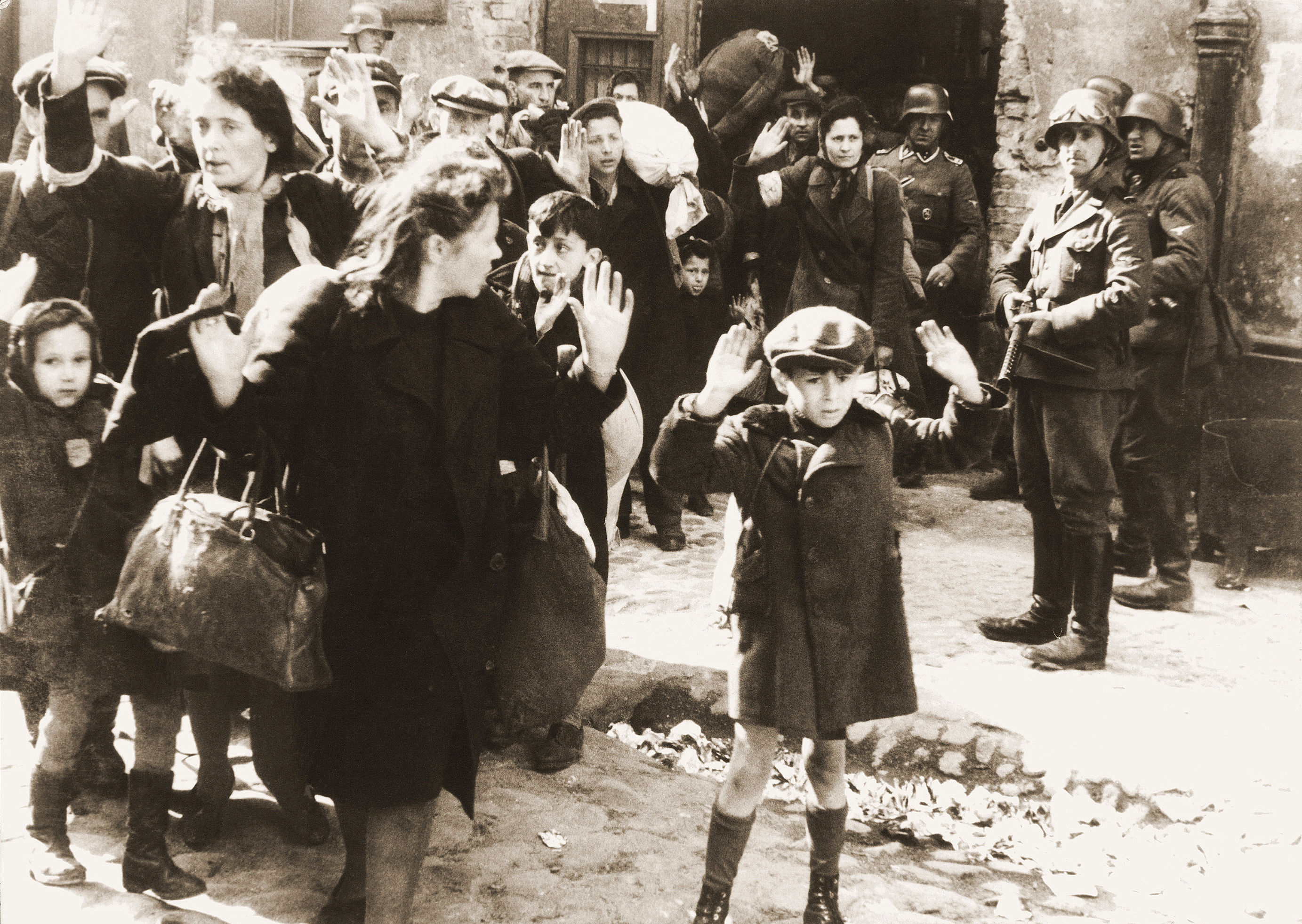
Under upproret i Warszawas getto förs kvinnor och barn med våld ur ett skyddsrum av soldater från Waffen-SS.

Nürnbergtribunalen fann att Waffen-SS begått krigsförbrytelser på både väst- och östfronten, och utgjorde en kriminell organisation med ett undantag: "Reiter-SS" som var en särskild ryttarorganisation inom SS. Två av de mest skändliga brotten på västfronten var massakrerna i franska Oradour-sur-Glane (juni 1944) och belgiska Malmedy (december 1944). Ett minst lika extremt brott mot krigets lagar utförde divisionen Totenkopf Waffen-SS dock redan 1940 i den franska byn Le Paradis. De mera omfattande brotten begicks dock på östfronten, men är inte lika detaljerat dokumenterade. Waffen-SS deltog i folkmordet på judar i de av Tyskland ockuperade områdena i öst, särskilt Vitryssland och Ukraina. I det inledande skedet av Operation Barbarossa spelade Waffen-SS en avgörande roll. Under år 1941 dödade förband ur Waffen-SS drygt 50 000 judar i de östliga territorierna.
Wiking-divisionens delaktighet i massmord 1941 är sedan 2006 under utredning och debatt i Norge eftersom norska SS-frivilliga misstänks ha deltagit i detta. Möjligtvis kan någon svensk SS-frivillig också ha varit med. År 1941 fanns dock enbart någon enstaka svensk i divisionen.[källa behövs]

## Efter kriget
Huvuddelen av all SS-personal, såväl tysk som utländsk, avvecklades som anställd av Wehrmacht. I Förbundsrepublikens försvarsmakt Bundeswehr anställdes sannolikt ingen f.d. högre Waffen-SS-officer, men förmodligen ett antal kvalificerade lägre befäl, däribland en f.d. SS-ingenjörbataljonschef som pensionerades från Bundeswehr som överste 1976.[källa behövs] Inom DDR:s krigsmakt Nationale Volksarmee anställdes dock även högre f.d. Waffen-SS-officerare. Det är inte känt huruvida f.d. Waffen-SS-personal anställdes i någon annan försvarsmakt vid sidan av Sveriges och Finlands. Waffen-SS-personal som var tyska poliser återgick i polistjänst efter kriget. Det anses belagt att viss hemlig personal som var anställd inom  SD övertogs av den amerikanska underrättelsetjänsten och DDR:s säkerhetstjänst Stasi.[källa behövs]

## Grader i Waffen-SS
Sedan tidigare fick paramilitära enheter i Tyskland, till exempel frikårer,  politiska enheter och andra aldrig använda gradbeteckningar och titlar som kan förväxlas med Wehrmachts egna. SA, SS och andra partiorganisationer och även Waffen-SS fogade sig i detta mönster och skapade egna grader.

## Framträdande personer inom Waffen-SS
- Sepp Dietrich
- Joachim Peiper
- Otto Skorzeny
- Michael Wittman
- Paul Hausser
- Theodor Eicke
- Kurt Meyer
- Gottlob Berger
- Friedrich Jeckeln
- Felix Steiner
- Léon Degrelle
- Wilhelm Mohnke
- Fritz Witt
- Christian Frederik von Schalburg

## Divisionsförband i Waffen-SS
Enligt tysk tradition namngavs specialenheter med utmärkande benämningar eller personnamn. Inom Waffen-SS namngavs 38 divisioner. Namnen användes i taktiska, administrativa och ceremoniella sammanhang och många återfanns på personalens vapenrockar som ett broderat band kring underärmarna med respektive förbandsnamn ungefär som mössbanden i alla flottors rundmössor. Detta dräktskick spreds till armén och flygvapnet och bestod i DDR:s armé och består i Bundeswehr än idag.

### Ordinarie divisioner
| - 1. SS-Panzer-Division Leibstandarte SS Adolf Hitler - 2. SS-Panzer-Division Das Reich - 3. SS-Panzer-Division Totenkopf - 4. SS-Polizei-Panzergrenadier-Division - 5. SS-Panzer-Division Wiking - 6. SS-Gebirgs-Division Nord - 7. SS-Freiwilligen-Gebirgs-Division Prinz Eugen - 8. SS-Kavallerie-Division Florian Geyer - 9. SS-Panzer-Division Hohenstaufen - 10. SS-Panzer-Division Frundsberg - 11. SS Freiwilligen-Panzergrenadier-Division Nordland - 12. SS-Panzer-Division Hitlerjugend - 13. Waffen-Gebirgs-Division der SS Handschar (kroatische Nr. 1) - 14. Waffen-Grenadier-Division der SS (galizische Nr. 1) - 15. Waffen-Grenadier-Division der SS (lettische Nr. 1) - 16. SS-Panzergrenadier-Division Reichsführer-SS - 17. SS-Panzergrenadier-Division Götz von Berlichingen - 18. SS-Freiwilligen-Panzergrenadier-Division Horst Wessel - 19. Waffen-Grenadier-Division der SS (lettische Nr. 2) | - 20. Waffen-Grenadier-Division der SS (estnische Nr. 1) - 21. Waffen-Gebirgs-Division der SS Skanderbeg (albanische Nr. 1) - 22. SS-Freiwilligen-Kavallerie-Division - 23. Waffen-Gebirgs-Division der SS Kama (kroatische Nr. 2) - 23. SS-Freiwilligen-Panzergrenadier-Division Nederland (niederlandische Nr. 1) - 24. Waffen-Gebirgs-(Karstjäger-)Division der SS - 25. Waffen-Grenadier-Division der SS Hunyadi (ungarische Nr. 1) - 26. Waffen-Grenadier-Division der SS (ungarische Nr. 2) - 27. SS-Freiwilligen-Grenadier-Division Langemarck (flämische Nr. 1) - 28. SS-Freiwilligen-Grenadier-Division Wallonien - 29. Waffen-Grenadier-Division der SS RONA (russische Nr. 1) - 29. Waffen-Grenadier-Division der SS (italienische Nr. 1) - 30. Waffen-Grenadier-Division der SS (russische Nr. 2) - 30. Waffen-Grenadier-Division der SS (weißruthenische Nr. 1) - 31. SS-Freiwilligen-Grenadier-Division - 32. SS-Freiwilligen-Grenadier-Division 30. Januar - 33. Waffen-Kavallerie-Division der SS (ungarische Nr. 3) - 33. Waffen-Grenadier-Division der SS Charlemagne (französische Nr. 1) - 34. SS-Freiwilligen-Grenadier-Division Landstorm Nederland (niederländische Nr. 2) - 35. SS- und Polizei-Grenadier-Division - 36. Waffen-Grenadier-Division der SS - 37. SS-Freiwilligen-Kavallerie-Division - 38. SS-Grenadier-Division Nibelungen |

### Övriga divisioner
- Panzer-Division Kempf
- 1. Kosaken-Division

I hierarkisk ordning delades Waffen-SS in på följande vis:
- Heeresgruppe (Armégrupp)
  - Armeegruppe (Armégrupp med 2–3 Armeen)
    - Armee (Armé, 60 000 – 100 000 man)
      - Korps (Kår, 40 000 – 60 000 man)
        - Division (Division, 10 000 – 20 000 man)
          - Brigade (Brigad, 5 000 – 7 000 man)
            - Regiment (Regemente, 2 000 – 6 000 man)
              - Abteilung/Bataillon (Bataljon, 500 – 1 000 man)